# Inczédy József
Nagyváradi báró Inczédy József, Inczédi (Zebernyik, 1688. október 2. – Marosszentkirály, 1750. december 7.) ítélőmester.

## Élete
Inczédy Pál naplóíró és Lipcsei Klára fia. Zebernyik várában (Borberek közelében) született, ahová szülei a törökök elől vonultak vissza. A Nagyenyedi Református Kollégiumban tanult, több évig volt a főkonzisztórium főjegyzője és a nagyenyedi kollégium kurátora. 1736-tól ítélőmester, báróságot szerzett, és nevét saját Inczédy József és neje Józsika Judit nevéből, Jozsinczira változtatta. Borral nem élt, írja Bod Péter, egészséges ember volt, a halála előtt két esztendővel kezdett betegeskedni. 1750. december 7-én Marosszentkirályon halt meg. A holttestét az újonnan épült mauzóleumba helyezték el 1751. június 6-án, Szathmári Pap Zsigmond magyar és Verestói György latin halotti prédikátiót tartott (melyeket 1753-ban Kolozsvárt nyomattak ki; az utóbbiban családtörténeti és életrajzi adatok vannak).

## Munkái

### Kiadott
- Philosophia in illustri collegio Reformatorum Albani-Enyedensi restaurata, quam ... auspicatus est...dum ad philosophiae & mathematum professiones clar. ac. doct. D Stephanum Tőke Vasarhelyi, solenni inauguratione praesentasset 1725. 7. Dec. Claudiopoli, 1726. (Tőke beszédével együtt.)
- Liliomok völgye. Az az ötven szent elmélkedések...Gerhard János után ford. Hely n. (Nagyszeben), 1745. (Névtelenül. 2. kiadás szintén hely n. Benkő szerint Nagy-Enyeden, 1754.)
- Dissertatiuncula de Annis Jubilaeis & Calendario manuali. Uo. 1750.
- Levele, Maros-Szent-Királyról 1731. júl. 16. (Tört. Lapok II. 1875. 7. sz.)

### Kéziratban maradt
Jurista Transylvanus c. az erdélyi nemes ifjúság számára írt gyűjtemény. Nevét ez is, mint a régibb Inczédiek, tz-vel irta; azonban újabb irodalmunkban már ezt a nevet is a mai helyesírással írják.